# Nora Gúnera de Melgar
Alba Nora Gúnera Osorio (sinh năm 1942, ở Concepción de María, San Marcos de Colón, Departamento de Choluteca, Honduras  - Ngày 1 tháng 10 năm 2021) là một chính trị gia người Honduras và là vợ của Đại tướng Juan Alberto Melgar, Trưởng quân đội Honduras của Nhà nước 1975-1978. Sau khi được bầu làm thị trưởng Tegucigalpa, bà ra tranh cử tổng thống vào Đảng Quốc hội năm 1997, nhưng thua ứng cử viên đảng Tự do Carlos Roberto Flores. Bà từng là Phó chủ tịch thứ sáu của Quốc hội Honduras trong thời gian lập pháp 2010-2014.